# Premio Rooney per la letteratura irlandese
Il Premio Rooney per la letteratura irlandese (Rooney Prize for Irish Literature) è un premio letterario assegnato annualmente ad autori irlandesi under 40 che scrivono in gaelico o inglese.
Istituito nel 1976 dal dirigente sportivo e ambasciatore statunitense in Irlanda Dan Rooney, è amministrato dall'Oscar Wilde Centre for Irish Writing presso il Trinity College.
Sovvenzionato dal nipote di Dan Rooney, Peter Rooney, riconosce al vincitore un assegno di 10000 euro.

## Albo d'oro
- 1976: Heno Magee
- 1977: Desmond Hogan
- 1978: Peter Sheridan
- 1979: Kate Cruise O’Brien, A Gift Horse
- 1980: Bernard Farrell
- 1981: Neil Jordan
- 1982: Medbh McGuckian
- 1983: Dorothy Nelson, In Night's City
- 1984: Ronan Sheehan
- 1985: Frank McGuinness, Observe the Sons of Ulster Marching Towards the Somme
- 1986: Paul Mercier
- 1987: Deirdre Madden, Hidden Symptoms
- 1988: Glenn Patterson, Burning Your Own
- 1989: Robert McLiam Wilson, Ripley Bogle
- 1990: Mary Dorcey, A Noise from the Woodshed
- 1991: Anne Enright, The Portable Virgin
- 1992: Hugo Hamilton
- 1993: Gerard Fanning
- 1994: Colum McCann, Di altre rive (Fishing the Sloe-Black River)
- 1995: Philip MacCann, The Miracle Shed
- 1996: Mike McCormack, Getting It in the Head
- 1997: Anne Haverty, One Day as a Tiger
- 1998: David Wheatley, Thirst
- 1999: Mark O’Rowe, Howie the Rookie
- 2000: Claire Keegan, Dove l'acqua è più profonda (Antarctica)
- 2001: Keith Ridgway, Standard Time
- 2002: Caitriona O'Reilly, The Nowhere Birds
- 2003: Eugene O’Brien, Eden
- 2004: Claire Kilroy, All Summer
- 2005: Nick Laird, To a Fault
- 2006: Philip Ó Ceallaigh, Notes from a Turkish Whorehouse
- 2007: Kevin Barry, There Are Little Kingdoms
- 2008: Leontia Flynn, Drives
- 2009: Kevin Power, Bad Day in Blackrock
- 2010: Leanne O’Sullivan, Cailleach: The Hag Of Beara
- 2011: Lucy Caldwell
- 2012: Nancy Harris
- 2013: Ciarán Collins
- 2014: Colin Barrett
- 2015: Sara Baume
- 2016: Doireann Ní Ghríofa
- 2017: Elizabeth Reapy
- 2018: Caitriona Lally, Eggshells
- 2019: Mark O’Connell, To Be a Machine[6]
- 2020: Stephen Sexton, Oils & If All the World and Love Were Young[7]
- 2021: Niamh Campbell, This Happy[8]
- 2022: Seán Hewitt, Tongues of Fire e All Down Darkness Wide[9]
- 2023: Michael Magee, Close to Home[10]
- 2024: Suad Aldarra, I Don’t Want to Talk About Home[11]